# Маловерейское сельское поселение
Маловерейское сельское поселение — упразднённое муниципальное образование в Семилукском районе Воронежской области.
Административный центр — село Малая Верейка.

## История
Законом о 30 ноября 2009 года, вместе с Землянским, Малопокровским и Казинским сельскими поселениями, преобразовано в единое Землянское сельское поселение.

## Административное деление
В состав поселения входят:
- село Малая Верейка
- деревня Никандровка
- хутор Овсянников